# Bać
Bać este un sat din comuna Rožaje, Muntenegru. Conform datelor de la recensământul din 2003, localitatea are 669 de locuitori (la recensământul din 1991 erau 667 de locuitori).

## Demografie
În satul Bać locuiesc 429 de persoane adulte, iar vârsta medie a populației este de 29,6 de ani (27,8 la bărbați și 31,4 la femei). În localitate sunt 144 de gospodării, iar numărul mediu de membri în gospodărie este de 4,65.
|  |

| Demografie | Demografie | Demografie |
| An         | Locuitori  | Locuitori  |
| ---------- | ---------- | ---------- |
|            |            |            |
|            |            |            |
|            |            |            |
|            |            |            |
| 1948       | 321        |            |
| 1953       | 365        |            |
| 1961       | 382        |            |
| 1971       | 439        |            |
| 1981       | 547        |            |
| 1991       | 667        | 652        |
| 2003       | 845        | 669        |

| \| Componența etnică conform recensământului din 2003[2] \| Componența etnică conform recensământului din 2003[2] \| Componența etnică conform recensământului din 2003[2] \| Componența etnică conform recensământului din 2003[2] \| Componența etnică conform recensământului din 2003[2] \| \| ----------------------------------------------------- \| ----------------------------------------------------- \| ----------------------------------------------------- \| ----------------------------------------------------- \| ----------------------------------------------------- \| \| \| \| \| \| \| \| Bosniaci \| Bosniaci \| \| 656 \| 98,05% \| \| Sârbi \| Sârbi \| \| 6 \| 0,89% \| \| Albanezi \| Albanezi \| \| 6 \| 0,89% \| \| necunoscută \| necunoscută \| \| 0 \| 0% \| |             |  |     |        |
| Componența etnică conform recensământului din 2003 |             |  |     |        |
| |             |  |     |        |
| Bosniaci | Bosniaci    |  | 656 | 98,05% |
| Sârbi | Sârbi       |  | 6   | 0,89%  |
| Albanezi | Albanezi    |  | 6   | 0,89%  |
| necunoscută | necunoscută |  | 0   | 0%     |